# Mats Edén
Mats Edén, född 30 oktober 1957 i Södertälje, är en svensk folkmusiker på fiol och durspel, riksspelman, tonsättare och pedagog. Edén bor i Lund.
Edén är fast förankrad i värmländsk folkmusiktradition - mångårigt aktiv som spelman, tonsättare och pedagog. Han har också varit en av de viktigaste förgrundsgestalterna i den svensk folkmusikutvecklingen sedan 1970-talet. Som konstnärligt ledande i folkmusikgruppen Groupa har han sedan 1980-talets början inspirerat till både utvecklingen av ensemblespel inom svensk folkmusik och till framväxandet av det som kallas världsmusik. Vid sidan av sin musikergärning är han också verksam som tonsättare. Edén invaldes 2009 som ledamot av Kungliga Musikaliska Akademien.